# Colombia en la Copa Mundial de Fútbol Sub-20 de 2011
La Selección de Colombia fue uno de los 24 equipos participantes en la Copa Mundial de Fútbol Sub-20 de 2011, torneo que se llevó a cabo entre el 29 de julio y el 20 de agosto de 2011 en Colombia.
Clasificó por derecho como organizador del torneo.
En el sorteo realizado el 27 de abril en Cartagena de Indias la Selección de Colombia quedó emparejada en el Grupo A junto con Francia, con quien debutó, Malí y Corea del Sur.

## Clasificación
En la reunión del comité ejecutivo de la FIFA realizada en Sídney, Australia, Colombia obtuvo la sede del mundial el 26 de mayo de 2008. Por tanto tiene derecho a participar de este como tal.

## Preparación

### Torneo Esperanzas de Toulon
La selección Colombia antes de su participación en la Copa Mundial participó en el Torneo Esperanzas de Toulon donde enfrentó a las selecciones de Italia, Portugal y Costa de Marfil empatando con las dos primeras por idéntico marcador 1-1 y goleando a la selección africana 4-1. en semifinales enfrentó a su similar de México a la que venció 2-1. En la final enfrentó a Francia con la que empató 1-1 derrotándola 1-3 en la tanda de penales logrando de esa forma su tercer título. 

#### Grupo A
| Equipo          | Pts | PJ | PG | PE | PP | GF | GC | Dif |
| --------------- | --- | -- | -- | -- | -- | -- | -- | --- |
| Colombia        | 5   | 3  | 1  | 2  | 0  | 6  | 3  | 3   |
| Italia          | 5   | 3  | 1  | 2  | 0  | 4  | 2  | 2   |
| Portugal        | 5   | 3  | 1  | 2  | 0  | 3  | 2  | 1   |
| Costa de Marfil | 0   | 3  | 0  | 0  | 3  | 1  | 7  | -6  |

| 1 de junio de 2011, 16:15 | Colombia             | 1:1 (1:0) | Portugal  | Stade Mayol, Toulon                        |                                            |
|                           | Rodríguez 33' (pen.) | Reporte   | Baldé 73' | Árbitro(s): José Alfredo Peñaloza (México) | Árbitro(s): José Alfredo Peñaloza (México) |

| 3 de junio de 2011, 17:15 | Colombia                                           | 4:1 (3:0) | Costa de Marfil   | Stade de l'Estérel, Saint-Raphaël       |                                         |
|                           | Rodríguez 7' (pen.) · Cardona 13' 19' · Muriel 45' | Reporte   | Franco 60' (a.g.) | Árbitro(s): Sandor Ando Szabo (Hungría) | Árbitro(s): Sandor Ando Szabo (Hungría) |

| 5 de junio de 2011, 18:30 | Colombia     | 1:1 (1:0) | Italia              | Le Grand Stade, Le Lavandou                |                                            |
|                           | Quiñones 17' | Reporte   | Paloschi 57' (pen.) | Árbitro(s): José Alfredo Peñaloza (México) | Árbitro(s): José Alfredo Peñaloza (México) |

#### Semifinales
| 8 de junio de 2011, 17:30 | Colombia                   | 2:1 (1:0) | México        | Stade Mayol, Toulon                      |                                          |
|                           | Cardona 38' · Valencia 47' | Reporte   | Izazola 80+2' | Árbitro(s): Stanislav Todorov (Bulgaria) | Árbitro(s): Stanislav Todorov (Bulgaria) |

#### Final
| 10 de junio de 2011, 21:00 | Francia            | 1:1 (0:0) | Colombia   | Stade Mayol, Toulon                  |                                      |
|                            | Joseph-Monrose 50' | Reporte   | Zapata 70' | Árbitro(s): Andrea de Marco (Italia) | Árbitro(s): Andrea de Marco (Italia) |

| Tiros desde el punto penal |                            |     |                          |           |
| Le Tallec                  | Fallo de penal (atajado)   | 0:1 | Acierto de penal         | Rodríguez |
| Pogba                      | Fallo de penal (atajado)   | 0:2 | Acierto de penal         | Murillo   |
| Duplus                     | Acierto de penal           | 1:2 | Fallo de penal (atajado) | Franco    |
| Jarsale                    | Fallo de penal (travesaño) | 1:3 | Acierto de penal         | Candelo   |

## Jugadores
| #     | Nombre                 | Posición      | Edad         | PJ Sel       | Gol Sel      | Club                   |
| ----- | ---------------------- | ------------- | ------------ | ------------ | ------------ | ---------------------- |
| 1     | Cristhian Bonilla      | Arquero       | 18           |              |              | Boyacá Chicó           |
| 2     | Luciano Ospina         | Defensa       | 20           |              |              | Huracán                |
| 3     | Pedro Franco           | Defensa       | 20           |              |              | Millonarios            |
| 4     | Santiago Arias         | Defensa       | 19           |              |              | Sporting de Lisboa     |
| 5     | Héctor Quiñones        | Defensa       | 19           |              |              | Deportivo Cali         |
| 6     | Didier Moreno          | Mediocampista | 19           |              |              | Independiente Santa Fe |
| 7     | Fabián Castillo        | Delantero     | 19           |              |              | Dallas                 |
| 8     | Michael Ortega         | Mediocampista | 20           |              |              | Atlas                  |
| 9     | Luis Fernando Muriel   | Delantero     | 20           |              |              | Udinese                |
| 10    | James Rodríguez        | Mediocampista | 20           |              |              | Porto                  |
| 11    | Duván Zapata           | Delantero     | 20           |              |              | América de Cali        |
| 12    | Andrés Mosquera        | Arquero       | 18           |              |              | Bogotá                 |
| 13    | Juan David Cabezas     | Mediocampista | 20           |              |              | Deportivo Cali         |
| 14    | Juan David Díaz        | Defensa       | 18           |              |              | Deportivo Pasto        |
| 15    | Yerson Candelo         | Mediocampista | 19           |              |              | Deportivo Cali         |
| 16    | Jonny Mosquera         | Defensa       | 20           |              |              | Envigado               |
| 17    | Javier Calle           | Mediocampista | 20           |              |              | Independiente Medellín |
| 18    | Sebastián Pérez        | Mediocampista | 18           |              |              | Atlético Nacional      |
| 19    | Jeison Murillo         | Defensa       | 19           |              |              | Granada                |
| 20    | José Adolfo Valencia   | Delantero     | 20           |              |              | Independiente Santa Fe |
| 21    | Juan Sebastián Villate | Arquero       | 20           |              |              | Millonarios            |
| D. T. | Eduardo Lara           | Eduardo Lara  | Eduardo Lara | Eduardo Lara | Eduardo Lara | Eduardo Lara           |

## Participación

### Grupo A
| Equipo        | Pts | PJ | PG | PE | PP | GF | GC | Dif |
| ------------- | --- | -- | -- | -- | -- | -- | -- | --- |
| Colombia      | 9   | 3  | 3  | 0  | 0  | 7  | 1  | 6   |
| Francia       | 6   | 3  | 2  | 0  | 1  | 6  | 5  | 1   |
| Corea del Sur | 3   | 3  | 1  | 0  | 2  | 3  | 5  | -2  |
| Malí          | 0   | 3  | 0  | 0  | 2  | 0  | 4  | -4  |

| 30 de julio de 2011, 20:00             | Colombia                                          | 4:1 (1:1) | Francia  | Estadio Nemesio Camacho El Campín, Bogotá                                 |                                                                           |
|                                        | Rodríguez 30' (pen.) · Muriel 48' 66' · Arias 64' | Reporte   | Sunu 21' | Asistencia: 40.000 espectadores Árbitro(s): Peter O'Leary (Nueva Zelanda) | Asistencia: 40.000 espectadores Árbitro(s): Peter O'Leary (Nueva Zelanda) |
| Inicio retrasado 1 hora por mal clima. |                                                   |           |          |                                                                           |                                                                           |

| 2 de agosto de 2011, 20:00 | Colombia                       | 2:0 (1:0) | Malí | Estadio Nemesio Camacho El Campín, Bogotá                        |                                                                  |
|                            | Valencia 23' · Rodríguez 90+1' | Reporte   |      | Asistencia: 39.858 espectadores Árbitro(s): István Vad (Hungría) | Asistencia: 39.858 espectadores Árbitro(s): István Vad (Hungría) |

| 5 de agosto de 2011, 20:00 | Colombia   | 1:0 (1:0) | Corea del Sur | Estadio Nemesio Camacho El Campín, Bogotá                                 |                                                                           |
|                            | Muriel 38' | Reporte   |               | Asistencia: 39.945 espectadores Árbitro(s): Markus Strömbergsson (Suecia) | Asistencia: 39.945 espectadores Árbitro(s): Markus Strömbergsson (Suecia) |

#### Octavos de final
| 9 de agosto de 2011, 20:00 | Colombia                                         | 3:2 (0:0) | Costa Rica           | Estadio Nemesio Camacho El Campín, Bogotá                                 |                                                                           |
|                            | Muriel 56' · Franco 79' · Rodríguez 90+3' (pen.) | Reporte   | Ruíz 63' · Escoe 65' | Asistencia: 40.000 espectadores Árbitro(s): Mark Clattenburg (Inglaterra) | Asistencia: 40.000 espectadores Árbitro(s): Mark Clattenburg (Inglaterra) |

#### Cuartos de final
| 13 de agosto de 2011, 20:00 | Colombia   | 1:3 (0:1) | México                             | Estadio Nemesio Camacho El Campín, Bogotá                          |                                                                    |
|                             | Zapata 60' | Reporte   | Torres 38' (pen.) · Rivera 69' 88' | Asistencia: 40.000 espectadores Árbitro(s): Cüneyt Çakır (Turquía) | Asistencia: 40.000 espectadores Árbitro(s): Cüneyt Çakır (Turquía) |